# Шестопаловка
Шестопа́ловка (рос. Шестопаловка, башк. Шестопаловка) — присілок у складі Давлекановського району Башкортостану, Росія. Входить до складу Алгинської сільської ради.
Населення — 67 осіб (2010; 77 в 2002).
Національний склад:
- росіяни — 70 %